# 4-та повітрянодесантна бригада (СРСР)
4-та пові́тряно-деса́нтна брига́да (4 пдбр) — повітряно-десантна бригада, військове з'єднання повітряно-десантних військ Радянського Союзу за часів Другої світової війни.

## Командування
- Командир:
  - Красовський Павло Іванович (з 19 квітня 1943 року);
  - Кирєєв Сергій Миколайович (30 липня 1943 — 31 грудня 1944);